# Saint-Pierre-de-Cernières
Saint-Pierre-de-Cernières is een gemeente in het Franse departement Eure (regio Normandië) en telt 197 inwoners (1999). De plaats maakt deel uit van het arrondissement Bernay.

## Geografie
De oppervlakte van Saint-Pierre-de-Cernières bedraagt 11,6 km², de bevolkingsdichtheid is 17,0 inwoners per km².
De onderstaande kaart toont de ligging van Saint-Pierre-de-Cernières met de belangrijkste infrastructuur en aangrenzende gemeenten.

## Demografie
Onderstaande figuur toont het verloop van het inwonertal (bron: INSEE-tellingen).